# Digital Audio Tape
DAT (англ. Digital audio tape) или R-DAT (англ. Rotary head Digital Audio Tape) — цифровой формат звукозаписи, разработанный компаниями Sony и Philips и представленный в 1987 году. DAT задумывался как потребительский звуковой формат в качестве альтернативы аналогового формата записи на компакт-кассеты, но не получил такого же массового распространения. Однако формат нашел широкую поддержку среди профессионалов — за компактность, высокое качество звучания, удобные функции управления, возможность редактирования уже записанного материала, а также из-за невысокой стоимости оборудования и носителей.
Параллельно с R-DAT теми же компаниями велась разработка другого цифрового формата звукозаписи S-DAT (англ. Stationary head Digital Audio Tape), в котором цифровые данные записывались на ленту шириной 3,81 мм неподвижной многодорожечной магнитной головкой. Однако поверхностная плотность записи в формате S-DAT получалась ниже, чем в R-DAT, в результате кассета несколько больших размеров (86 × 55,5 × 9,5 мм) обеспечивала только полуторачасовое воспроизведение, что было меньше по сравнению с двухчасовой кассетой R-DAT. Параметры цифрового звука у этих форматов были идентичны.

## Технические особенности

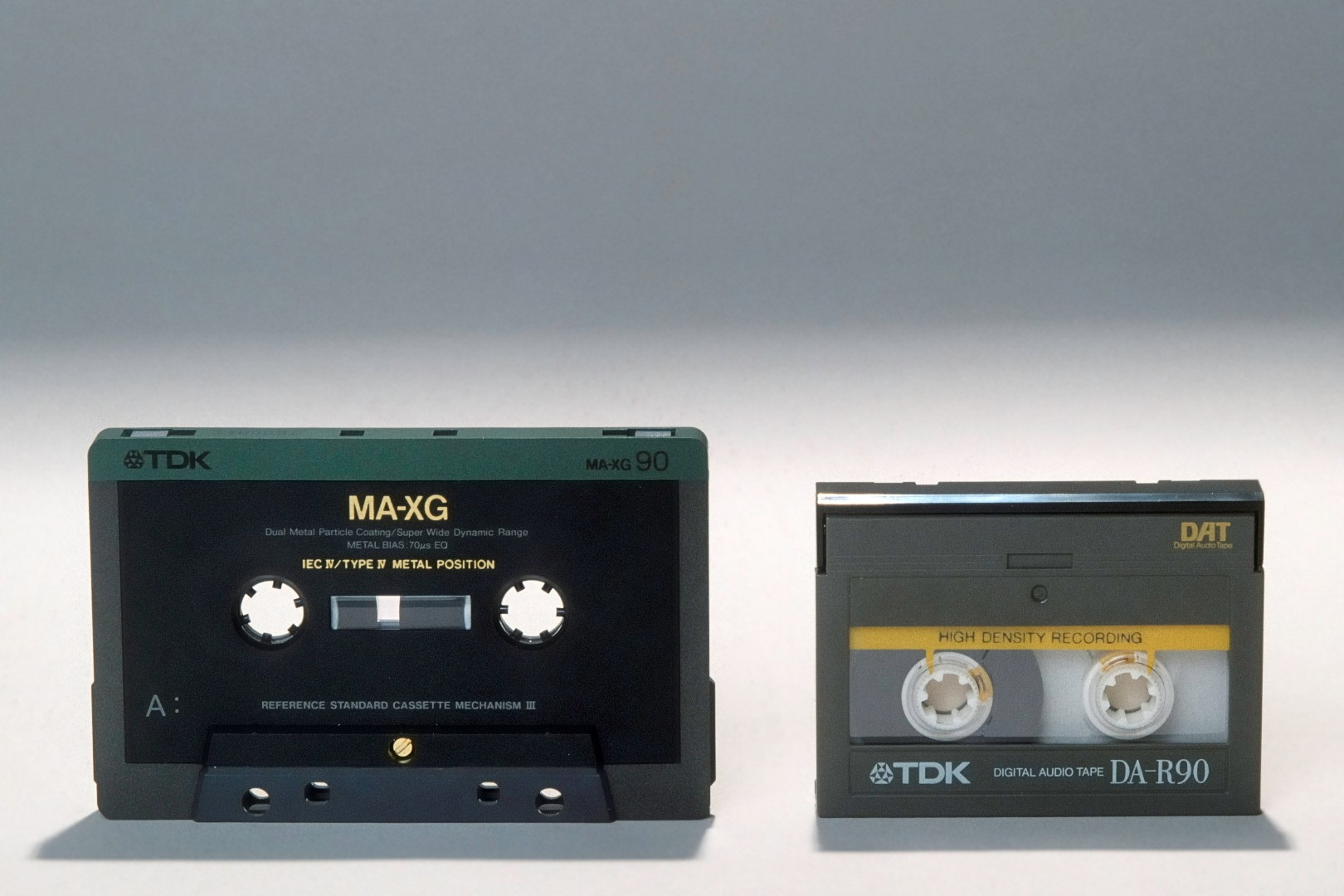
Сравнение с компакт-кассетой (слева)

Звуковой носитель DAT-формата по внешнему виду напоминает уменьшенную в два раза компакт-кассету (размеры 73 мм × 54 мм × 10,5 мм), внутри которой находится  четырёхмиллиметровая (3,81 мм) магнитная лента толщиной 13 мкм с металлопорошковым рабочим слоем.  Как подсказывает само название (с англ. — «цифровая аудиолента»), запись на магнитную ленту производится цифровым, а не аналоговым способом. При этом используется 16-битная импульсно-кодовая модуляция (PCM) без сжатия, как у CD. Это означает, что запись производится без потери качества исходного сигнала, в отличие от более поздних форматов DCC (Digital Compact Cassette) и MD (MiniDisc).
Частота дискретизации может быть выбрана из нескольких значений, а именно: 48 (основной режим), 44,1 (как у CD) или 32 кГц.

### Режимы с частотой дискретизации 44,1 кГц
На ранних поколениях DAT-магнитофонов частота дискретизации 44,1 кГц использовалась только для воспроизведения предварительно записанных промышленным способом кассет, режим записи с частотой дискретизации 44,1 кГц был недоступен для предотвращения побитового копирования компакт-дисков с целью защиты авторских прав исполнителей. В более поздних моделях с развитием технологий запрета последовательного цифрового копирования это ограничение было снято. Возможность получения цифровой копии записи с компакт-диска стало преподноситься как преимущество, при этом дальнейшее цифровое копирование с DAT-кассеты с частотой дискретизации 44,1 кГц на бытовых DAT-магнитофонах было невозможно.
В режиме «широкой дорожки» ширина дорожки записи составляет 20,41 мкм вместо 13,591 мкм, как в остальных режимах; при этом используется более дешёвая лента с оксидным рабочим слоем, а время звучания кассеты сокращается до 80 минут, так как скорость движения ленты увеличивается в полтора раза (12,25 мм/с). Режим предназначается только для воспроизведения записей, выполненных на студийном оборудовании методом скоростного контактного копирования.

### Режимы с частотой дискретизации 32 кГц
При записи с частотой выборки 32 кГц и разрядностью 12 бит (квантование по уровню при этом было не линейным, а логарифмическим) предусмотрено два режима. В одном режиме скорость движения ленты и скорость вращения головок снижалась вдвое (4,075 мм/с, 1000 об/мин), соответственно вдвое увеличивалась продолжительность звучания. В другом режиме скорость ленты и головок оставалась обычной, но выполнялась 4-канальная запись.

## Лентопротяжный механизм
Лентопротяжный механизм DAT-магнитофона работает по принципу наклонно-строчной записи, использующемуся в видеомагнитофонах. После установки кассеты открывается её защитная крышка, а подвижные стойки вытягивают магнитную ленту и подводят её к блоку вращающихся головок (БВГ) диаметром 30 мм. В рабочем положении лента охватывает барабан по спирали на четверть оборота — 90°. В то время как лента движется со скоростью 8,15 миллиметров в секунду, БВГ с двумя магнитными головками (с шириной магнитного зазора 0,25-0,3 мкм) вращается с частотой 2000 об/мин, обеспечивая относительную скорость головка/лента 3,133 метра в секунду. В формате R-DAT наклонно-строчная запись выполняется без защитного промежутка между дорожками, что позволяет более плотно разместить данные на ленте и записать до 2 часов цифрового звука. Для снижения помех от соседних дорожек используется так называемая азимутальная запись — рабочие зазоры магнитных головок имеют угол наклона ±20°. Поэтому помехи, считываемые с соседних дорожек, значительно ослабляются.
Недостатком этого формата является очень высокая плотность записи, что может приводить к выпадениям и потерям звуковых данных. Для коррекции ошибок применяется помехоустойчивое кодирование с помощью двойного кода Рида-Соломона, а также интерполяция нескорректированных ошибок. Для лучшей защиты от пакетных ошибок, вызванных повреждениями магнитной ленты, также применяется перемежение.
На расположенные у краёв ленты служебные дорожки возможна запись тайм-кода и иной служебной информации, что позволяет производить синхронизацию с другим профессиональным оборудованием, в том числе и видеомагнитофонами.
Магнитная лента при перемотке не отводится от магнитных головок, что позволяет осуществлять быстрый автопоиск нужного фрагмента записи. Для этого используются данные «субкода» (которые могут содержать название и продолжительность фрагмента, дату и время записи, неподвижные изображения. Скорость данных субкода составляет 273 кбит/с), они записываются вращающимися головками вместе со звуковыми данными. Скорость перемотки ленты в режиме поиска превышает скорость воспроизведения более чем в 200 раз, двухчасовая кассета DAT полностью перематывается за 40 с. 
Применение БВГ диаметром 60 мм и угла охвата ленты 45° позволяет дополнительно увеличить скорость поиска и заодно снизить износ ленты и головок. Напротив, в малогабаритных моделях использовался барабан диаметром 15 мм с углом охвата 180°, что приводило к снижению скорости поиска до 60-кратной. Записи, сделанные на магнитофонах с разным диаметром БВГ, полностью совместимы.
Существовали магнитофоны (Sony DTC-2000ES), позволявшие с помощью дополнительной пары головок на барабане реализовать сквозной канал, то есть в процессе записи немедленно прослушивать результат.

## Компьютерный носитель информации
Помимо звукозаписи DAT-магнитофоны нашли применение в качестве стримеров DDS (Digital Data Storage), так как предоставляли производительное и надёжное копирование на магнитную ленту шириной 3,81 мм. Ёмкость кассеты R-DAT составляет 1 — 1,3 Гбайт, максимальная скорость передачи данных 1,55 Мбит/с. Самые первые DAT-стримеры были обычными магнитофонами с некоторыми переделками, доступными в том числе и радиолюбителям. Сам формат DDS был разработан в 1989 году компаниями Hewlett-Packard и Sony и долгое время поддерживался компанией Seagate/Certance, а сейчас — компанией Quantum — производителем устройств как наклонно-строчной, так и линейной записи на ленту (LTO, DLT, SDLT).
Формат DDS основан на методе наклонно-строчной записи («Helical Scan») с блоком вращающихся головок (БВГ). В зависимости от используемого формата записи лента проходит вокруг БВГ под некоторым углом (ось самого цилиндра БВГ наклонена под небольшим углом к ленте). Лента при записи-чтении движется в одном направлении, применяется т. н. металлопорошковая лента (metal-particle tape).

## DAT как носитель видеозаписи
В 1989 году[уточнить] фирма Samsung разработала видеокамеру, работающую с кассетой в стандарте R-DAT, которую назвали "четырехмиллиметровой". Размеры модели составляли 104×214×136 мм, масса — 1,15 кг. Скорость движения ленты 16,08 мм/с, время записи — 80 мин. Однако стандарт на видеозапись на R-DAT кассету принят так и не был.

## Родственные разработки
В 1992 году Sony выпустила в продажу цифровой диктофон Scoopman NT-1 формата NT, представляющего собой миниатюризированный вариант R-DAT. Диктофон работал с миниатюрной кассетой (размер 30 × 21.5 × 5 мм, ширина ленты 2,5 мм). Качество звучания этого аппарата было весьма высоким: стереозвук, частота выборки 32 КГц (то есть максимальная звуковая частота 16 КГц), разрядность 12 бит. Кассеты выпускались с продолжительностью звучания 60, 90 и 120 минут. Скорость потока при таких показателях качества составляет 768 Кбит/сек, то есть кассета на 120 минут имеет ёмкость 675 мегабайт. Избыточно высокое для записи голоса качество позволяет предположить, что Sony имела большие виды на стандарт NT (портативные деки, стримеры и т.д.) 
Особенностью формата была оригинальная и необычная конструкция ЛПМ: барабан с головками вдвигался в кассету, обеспечивая небольшой угол охвата, при этом каждая головка считывала за один оборот сразу несколько строчек, но не полностью, а частично. За несколько оборотов собиралась полная информация, которая шла в буферную память, где и восстанавливалась в исходном виде. Такие решения позволили упростить ЛПМ, тем самым удешевив аппаратуру и сделав её более стойкой к неблагоприятным условиям. 

В 1996 году вышла усовершенствованная модель Scoopman NT-2.